# Greg Maddux

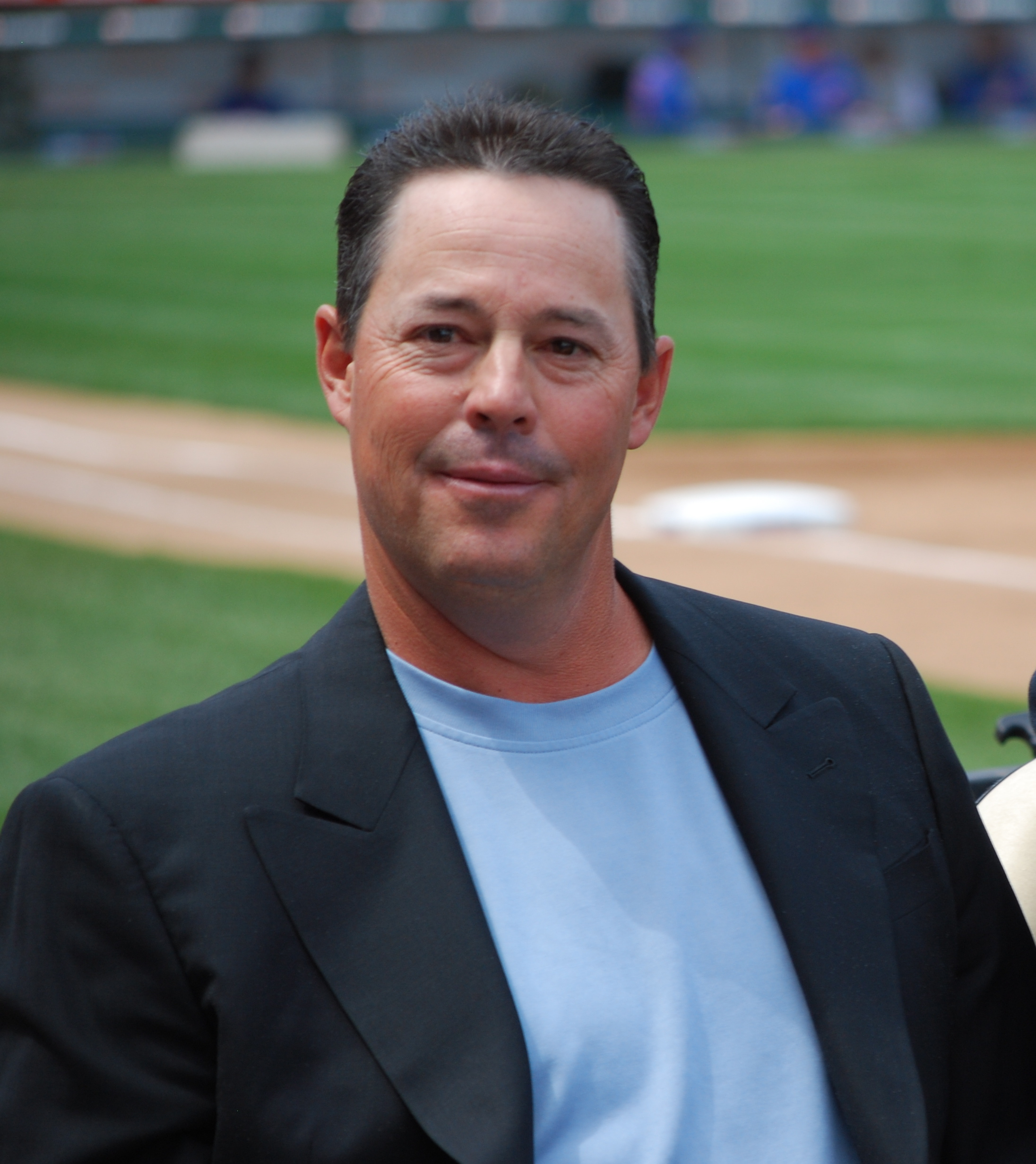
Greg Maddux 2009.

Gregory Alan "Greg" Maddux, född den 14 april 1966 i San Angelo i Texas, är en amerikansk före detta professionell basebollspelare som spelade 23 säsonger i Major League Baseball (MLB) 1986–2008. Maddux var högerhänt pitcher.
Maddux vann fyra år i rad 1992–1995 Cy Young Award, priset till ligans bästa pitcher, och han vann 18 gånger Gold Glove Award, priset till ligans bästa defensiva spelare på varje position på planen, vilket är rekord. Han blev uttagen till åtta all star-matcher. Han vann under sin karriär 355 matcher och på det är han åtta genom tiderna i MLB. Han gjorde dessutom 3 371 strikeouts och på det är han tia genom tiderna. Både Chicago Cubs och Atlanta Braves har pensionerat hans tröjnummer 31. 2014 valdes han in i National Baseball Hall of Fame.

## Karriär

### Major League Baseball
Maddux gjorde sin MLB-debut för Chicago Cubs 1986. Han spelade för Cubs i sju säsonger innan han 1993 skrev på för Atlanta Braves. Där blev han kvar i elva mycket framgångsrika säsonger, han vann bland annat World Series 1995, innan han 2004 gick tillbaka till Chicago Cubs. Mot slutet av sin karriär spelade han även för Los Angeles Dodgers och San Diego Padres.

### Internationellt
2013 var Maddux assisterande tränare ansvarig för pitcherträning, s.k. pitching coach, för USA:s landslag under World Baseball Classic.

## Efter karriären
2012 började Maddux arbeta deltid som special assistant för Texas Rangers, där han hjälpte klubbens unga pitchers tillsammans med sin bror Mike, som var klubbens pitching coach.
Samma år skapade basebollskribenten Jason Lukehart en statistisk kategori kallad en "maddux". För att få en maddux måste en pitcher pitcha en complete game shutout om minst nio inningar på mindre än 100 kast. I MLB går det att spåra sådana matcher från och med 1988 och Maddux själv är den som lyckats med överlägset flest madduxar sedan dess, 13 stycken.
2014 valdes Maddux in i National Baseball Hall of Fame tillsammans med bland andra sin gamla lagkamrat Tom Glavine och sin gamla tränare Bobby Cox. Detta var första året som det gick att rösta på honom. Han fick 97,2 % av rösterna, klart över gränsen på 75 % och den dittills åttonde högsta andelen röster genom tiderna. Han valde att inte ha någon klubbs logotyp på sin keps på minnestavlan, eftersom han inte kunde välja mellan Chicago Cubs och Atlanta Braves. Den officiella ceremonin hölls i juli 2014.
2016 fick Maddux jobb som special assistant för Los Angeles Dodgers. Som sådan skulle han vara delaktig i alla delar av klubbens verksamhet, såsom scouting och att arbeta med klubbens spelare, både i moderklubben och i farmarklubbarna.